# Смирнов, Борис Александрович (инженер)
Бори́с Алекса́ндрович Смирно́в (род. 3 сентября 1942 года, город Челябинск) — советский, российский инженер и конструктор в области ракетостроения, участник создания стратегических ракетных комплексов подводных лодок ВМФ СССР (Государственный ракетный центр имени академика В. П. Макеева). Заслуженный работник ракетно-космической промышленности Российской Федерации (2005). Награждён орденом «Знак Почёта» (1987), медалями.

## Биография
Родился в городе Челябинск 3 сентября 1942 года. В 1964 году окончил Челябинский политехнический институт (ЧПИ). С 1964 года — в городе Миасс Челябинской обл., в СКБ № 385 (с 1966 года — КБ машиностроения, с 1993 года — Государственный ракетный центр): инженер, начальник группы, ведущий конструктор по системам (1982), ведущий конструктор комплекса (1999).
Участник разработки 2-го и 3-го поколений морских ракетных комплексов с ракетами Р-27, Р-29, Р-39, Р-29РМ и их модификаций.
Организатор и непосредственный участник опытно-конструкторских работ (1987—1991) по натурному подтверждению залповой стрельбы, проведённой впервые в отечественной и мировой практике полным боекомплектом 16 ракет из подводного положения (программа «Бегемот»: стратегический ракетоносец «Новомосковск»; ракеты Р-29РМ(У)).
Руководитель работ по подготовке и запуску на орбиту искусственных спутников Земли с подводной лодки из подводного положения, проведённого впервые в отечественной и мировой практике (стратегический ракетоносец «Новомосковск»; германские спутники «Tubsat-N» и «Tubsat-N1»; российская ракета-носитель «Штиль») (1998).
Многократно являлся членом Государственных комиссий по проведению совместных лётных испытаний и Центральных межведомственных комиссий по приёмке конструкторской документации для серийного производства ракетных комплексов.
Имеет авторские свидетельства на изобретения. Занесён в Книгу почёта предприятия (ГРЦ им. академика В. П. Макеева).
Заслуженный работник ракетно-космической промышленности Российской Федерации (2005).
Член фотоклуба «Импульс». Участник выставки фотовыставки «Озеро наших тревог, наших надежд».

## Личный вклад в ракетостроение
Идеолог и разработчик систем телеметрического контроля и получения измерительной информации при отработке высокоскоростных малогабаритных боевых блоков.
Лично разработал и внедрил функциональную схему формирования команды на спасение телеметрической информации изделий. Предложил метод использования статического кольцевого запоминающего устройства, позволяющего передавать зарегистрированную измерительную информацию в коротких окнах радиосвязи на приземных участках.
Благодаря вкладу Б. А. Смирнова впервые в отечественной практике удалось получить рациональный объём измеряемых параметров при лётных испытаниях малогабаритных высокоскоростных блоков.

## Избранные труды
- Смирнов Б. А. Даты и события в морском ракетостроении // Морской сборник. 2004. № 10. С. 31—38.
- Смирнов Б. А. Нас распирало чувство гордости. 12 апреля 1961 года: как это было // Конструктор. Миасс, ГРЦ им. академика В. П. Макеева. 2016. № 4. С. 5.

## Награды и премии
- Орден «Знак Почёта» (1987)
- Юбилейная медаль "300 лет Российскому флоту" (1996)
- Медаль имени академика В. П. Макеева Федерации космонавтики России
- Медаль «40 лет полёта Ю. А. Гагарина» Российского авиационно-космического агентства (2002)
- Знак отличия «За верность космосу» (2021)[7]
- Премия имени В. П. Макеева
- Заслуженный работник предприятия (ГРЦ имени академика В. П. Макеева)
- Заслуженный работник ракетно-космической промышленности Российской Федерации (2005)